# Campeonato Mundial de Snowboard de 2013 - Snowboard cross masculino
A prova do snowboard cross masculino do Campeonato Mundial de Snowboard de 2013 foi disputado entre 24 e 26 de janeiro  em Stoneham, Quebec, Canadá.

## Medalhistas
| Ouro              | Prata                 | Bronze                |
| Alex Pullin (AUS) | Markus Schairer (AUT) | Stian Sivertzen (NOR) |

## Resultados

### Qualificação
| Colocação | Bib | Nome                 | Nacionalidade  | Descida 1 | Colocação | Descida 2 | Colocação | Melhor    | Diff     | Notas |
| --------- | --- | -------------------- | -------------- | --------- | --------- | --------- | --------- | --------- | -------- | ----- |
| 1         | 64  | Alex Pullin          | Austrália      | 1:02.15   | 1         |           |           | 1:02.15   |          | Q     |
| 2         | 55  | Markus Schairer      | Áustria        | 1:02.16   | 2         |           |           | 1:02.16   | +0.01    | Q     |
| 3         | 53  | Lluis Marin Tarroch  | Andorra        | 1:02.36   | 3         |           |           | 1:02.36   | +0.21    | Q     |
| 4         | 59  | Christopher Robanske | Canadá         | 1:02.41   | 4         |           |           | 1:02.41   | +0.26    | Q     |
| 5         | 63  | Nick Baumgartner     | Estados Unidos | 1:02.61   | 5         |           |           | 1:02.61   | +0.46    | Q     |
| 6         | 69  | Robert Fagan         | Canadá         | 1:03.25   | 6         |           |           | 1:03.25   | +1.10    | Q     |
| 7         | 71  | Kevin Hill           | Canadá         | 1:03.48   | 7         |           |           | 1:03.48   | +1.33    | Q     |
| 8         | 57  | Stian Sivertzen      | Noruega        | 1:03.53   | 8         |           |           | 1:03.53   | +1.38    | Q     |
| 9         | 54  | Nikolay Olyunin      | Rússia         | 1:03.57   | 9         |           |           | 1:03.57   | +1.42    | Q     |
| 10        | 66  | Luca Matteotti       | Itália         | 1:03.87   | 10        |           |           | 1:03.87   | +1.72    | Q     |
| 11        | 72  | Anton Lindfors       | Finlândia      | 1:03.90   | 11        |           |           | 1:03.90   | +1.75    | Q     |
| 12        | 50  | Emanuel Perathoner   | Itália         | 1:04.01   | 12        |           |           | 1:04.01   | +1.86    | Q     |
| 13        | 70  | Cameron Bolton       | Austrália      | 1:04.14   | 13        |           |           | 1:04.14   | +1.99    | Q     |
| 13        | 60  | Seth Wescott         | Estados Unidos | 1:04.14   | 13        |           |           | 1:04.14   | +1.99    | Q     |
| 15        | 49  | Omar Visintin        | Itália         | 1:04.31   | 15        |           |           | 1:04.31   | +2.16    | Q     |
| 16        | 67  | Lucas Eguibar        | Espanha        | 1:04.45   | 16        |           |           | 1:04.45   | +2.30    | Q     |
| 17        | 62  | Andrey Boldykov      | Rússia         | 1:04.54   | 17        |           |           | 1:04.54   | +2.39    | Q     |
| 18        | 58  | Jonathan Cheever     | Estados Unidos | 1:04.73   | 18        |           |           | 1:04.73   | +2.58    | Q     |
| 19        | 68  | Alessandro Hämmerle  | Áustria        | 1:04.75   | 19        |           |           | 1:04.75   | +2.60    | Q     |
| 20        | 77  | Jarryd Hughes        | Austrália      | 1:04.83   | 20        |           |           | 1:04.83   | +2.68    | Q     |
| 21        | 51  | Konstantin Schad     | Alemanha       | 1:04.84   | 21        |           |           | 1:04.84   | +2.69    | Q     |
| 22        | 73  | Tommaso Leoni        | Itália         | 1:04.90   | 22        |           |           | 1:04.90   | +2.75    | Q     |
| 23        | 56  | Pierre Vaultier      | França         | 1:05.11   | 23        |           |           | 1:05.11   | +2.96    | Q     |
| 24        | 84  | Jake Holden          | Canadá         | 1:05.14   | 24        |           |           | 1:05.14   | +2.99    | Q     |
| 25        | 104 | Christian Ruud Myhre | Noruega        | 1:13.28   | 53        | 1:05.12   | 1         | 1:05.12   | +2.97    | q     |
| 26        | 52  | Tony Ramoin          | França         | 1:05.21   | 25        | 1:07.16   | 5         | 1:05.21   | +3.06    | q     |
| 27        | 85  | Michal Novotny       | Chéquia        | 1:05.27   | 26        | 1:07.90   | 13        | 1:05.27   | +3.12    | q     |
| 28        | 83  | Cleve Johnson        | Países Baixos  | 1:05.62   | 27        | 1:06.43   | 3         | 1:05.62   | +3.47    | q     |
| 29        | 61  | Mateusz Ligocki      | Polónia        | 1:05.62   | 27        | DSQ       | 68        | 1:05.62   | +3.47    | q     |
| 30        | 65  | Hagen Kearney        | Estados Unidos | 1:05.66   | 29        | 1:06.46   | 4         | 1:05.66   | +3.51    | q     |
| 31        | 78  | Michael Hämmerle     | Áustria        | 1:06.65   | 33        | 1:05.91   | 2         | 1:05.91   | +3.76    | q     |
| 32        | 74  | Maciej Jodko         | Polónia        | 1:06.28   | 30        | 1:07.82   | 11        | 1:06.28   | +4.13    | q     |
| 33        | 76  | Tim Watter           | Suíça          | 1:06.35   | 31        | 1:09.88   | 18        | 1:06.35   | +4.20    | q     |
| 34        | 91  | Emil Novak           | Chéquia        | 1:06.51   | 32        | 1:07.70   | 8         | 1:06.51   | +4.36    | q     |
| 35        | 82  | Paul-Henri de Le Rue | França         | 1:06.73   | 34        | 1:09.11   | 17        | 1:06.73   | +4.58    | q     |
| 36        | 89  | Shinya Momono        | Japão          | 1:06.84   | 35        | DSQ       | 68        | 1:06.84   | +4.69    | q     |
| 37        | 96  | Thomas Bankes        | Reino Unido    | 1:09.35   | 45        | 1:06.89   | 5         | 1:06.89   | +4.74    | q     |
| 38        | 86  | Jussi Taka           | Finlândia      | 1:06.90   | 36        | 1:10.44   | 20        | 1:06.90   | +4.75    | q     |
| 39        | 80  | Rok Rogelj           | Eslovênia      | 1:07.17   | 38        | 1:07.00   | 6         | 1:07.00   | +4.85    | q     |
| 40        | 81  | David Bakes          | Chéquia        | 1:07.03   | 37        | 1:09.02   | 16        | 1:07.03   | +4.88    | q     |
| 41        | 87  | Daniil Dilman        | Rússia         | 1:07.31   | 39        | 1:11.02   | 21        | 1:07.31   | +5.16    | q     |
| 42        | 98  | Folger Forsen        | Suécia         | 1:10.90   | 51        | 1:07.71   | 9         | 1:07.71   | +5.56    | q     |
| 43        | 88  | Regino Hernandez     | Espanha        | 1:07.74   | 40        | 1:08.77   | 15        | 1:07.74   | +5.59    | q     |
| 44        | 95  | Steven Williams      | Argentina      | 1:08.88   | 43        | 1:07.74   | 10        | 1:07.74   | +5.59    | q     |
| 45        | 97  | Simon White          | Argentina      | DSQ       | 68        | 1:07.89   | 12        | 1:07.89   | +5.74    | q     |
| 46        | 79  | Anton Koprivitsa     | Rússia         | 1:07.94   | 41        | 1:11.21   | 22        | 1:07.94   | +5.79    | q     |
| 47        | 90  | Marvin James         | Suíça          | 1:11.38   | 52        | 1:08.29   | 14        | 1:08.29   | +6.14    | q     |
| 48        | 93  | Laro Herrero         | Espanha        | 1:08.56   | 42        | 1:11.51   | 23        | 1:08.56   | +6.41    | q     |
| 49        | 75  | Andy FIscher         | Austrália      | 1:09.12   | 44        | 1:12.30   | 26        | 1:09.12   | +6.97    |       |
| 50        | 92  | Alexis Tsokos        | Grécia         | 1:09.49   | 46        | 1:09.99   | 19        | 1:09.49   | +7.34    |       |
| 51        | 100 | Franco Ruffini       | Argentina      | 1:10.26   | 47        | DNF       | 68        | 1:10.26   | +8.11    |       |
| 52        | 106 | Myles McNeany        | Reino Unido    | 1:10.59   | 48        | 1:22.38   | 30        | 1:10.59   | +8.44    |       |
| 53        | 105 | Kequyen Lam          | Portugal       | 1:10.64   | 49        | 1:17.69   | 28        | 1:10.64   | +8.49    |       |
| 54        | 94  | Cody Logan           | Nova Zelândia  | 1:10.84   | 50        | 1:12.26   | 25        | 1:10.84   | +8.69    |       |
| 55        | 102 | Jakub Flejsar        | Chéquia        | DNF       | 68        | 1:12.16   | 24        | 1:12.16   | +10.01   |       |
| 56        | 101 | Ivar Kruusenberg     | Estónia        | DSQ       | 68        | 1:15.11   | 27        | 1:15.11   | +13.96   |       |
| 57        | 99  | Geza Kinda           | Roménia        | 1:16.61   | 54        | 1:36.26   | 32        | 1:16.61   | +15.46   |       |
| 58        | 108 | Richard Rakoczy      | Eslováquia     | 1:20.84   | 55        | 1:19.92   | 29        | 1:19.92   | +18.77   |       |
| 59        | 103 | Woo Jin-Yong         | Coreia do Sul  | DNF       | 68        | 1:26.82   | 31        | 1:26.82   | +25.67   |       |
| 60        | 110 | Yannis Roy           | Haiti          | 1:56.81   | 56        | 1:53.50   | 33        | 1:53.50   | +52.35   |       |
| 61        | 109 | Tadas Malinauskas    | Lituânia       | DNF       | 68        | DNS       | 68        | 9:99.99 ! | +99.99 ! |       |
| 62        | 107 | Andrei Subran        | Roménia        | DNS       | 68        | DNS       | 68        | 9:99.99 ! | +99.99 ! |       |
| 63        | 111 | Anastassios Zarkadas | Grécia         | DNS       | 68        | DNS       | 68        | 9:99.99 ! | +99.99 ! |       |

## Fase eliminatória
A seguir estão os resultados da rodada de eliminação.

### Oitavas de final
| Colocação | Bib | Nome            | Nacionalidade | Notas |
| --------- | --- | --------------- | ------------- | ----- |
| 1         | 1   | Alex Pullin     | Austrália     | Q     |
| 2         | 16  | Lucas Eguibar   | Espanha       | Q     |
| 3         | 17  | Andrey Boldykov | Rússia        | Q     |
| 4         | 32  | Maciej Jodko    | Polónia       |       |
| 5         | 33  | Tim Watter      | Suíça         |       |
| 6         | 48  | Laro Herrero    | Espanha       |       |

| Colocação | Bib | Nome                 | Nacionalidade | Notas |
| --------- | --- | -------------------- | ------------- | ----- |
| 1         | 9   | Nikolay Olyunin      | Rússia        | Q     |
| 2         | 8   | Stian Sivertzen      | Noruega       | Q     |
| 3         | 24  | Jake Holden          | Canadá        | Q     |
| 4         | 40  | David Bakes          | Chéquia       |       |
| 5         | 25  | Christian Ruud Myhre | Noruega       |       |
| 6         | 41  | Daniil Dilman        | Rússia        |       |

| Colocação | Bib | Nome               | Nacionalidade  | Notas |
| --------- | --- | ------------------ | -------------- | ----- |
| 1         | 5   | Nick Baumgartner   | Estados Unidos | Q     |
| 2         | 12  | Emanuel Perathoner | França         | Q     |
| 3         | 28  | Cleve Johnson      | Países Baixos  | Q     |
| 4         | 21  | Konstantin Schad   | Alemanha       |       |
| 5         | 44  | Steven Williams    | Argentina      |       |
| 6         | 37  | Thomas Bankes      | Reino Unido    |       |

| Colocação | Bib | Nome                 | Nacionalidade | Notas |
| --------- | --- | -------------------- | ------------- | ----- |
| 1         | 4   | Christopher Robanske | Canadá        | Q     |
| 2         | 20  | Jarryd Hughes        | Austrália     | Q     |
| 3         | 29  | Mateusz Ligocki      | Polónia       | Q     |
| 4         | 36  | Shinya Momono        | Japão         |       |
| 5         | 45  | Simon White          | Argentina     |       |
| 6         | 13  | Cameron Bolton       | Austrália     |       |

| Colocação | Bib | Nome                 | Nacionalidade  | Notas |
| --------- | --- | -------------------- | -------------- | ----- |
| 1         | 3   | Lluis Marin Tarroch  | Andorra        | Q     |
| 2         | 19  | Alessandro Hämmerle  | Áustria        | Q     |
| 3         | 30  | Hagen Kearney        | Estados Unidos | Q     |
| 4         | 14  | Seth Wescott         | Estados Unidos |       |
| 5         | 35  | Paul-Henri de Le Rue | França         |       |
| 6         | 46  | Anton Koprivitsa     | Rússia         |       |

| Colocação | Bib | Nome             | Nacionalidade | Notas |
| --------- | --- | ---------------- | ------------- | ----- |
| 1         | 6   | Robert Fagan     | Canadá        | Q     |
| 2         | 11  | Anton Lindfors   | Finlândia     | Q     |
| 3         | 22  | Tommaso Leoni    | Itália        | Q     |
| 4         | 38  | Jussi Taka       | Finlândia     |       |
| 5         | 43  | Regino Hernandez | Espanha       |       |
| 6         | 27  | Michal Novotny   | Chéquia       |       |

| Colocação | Bib | Nome            | Nacionalidade | Notas |
| --------- | --- | --------------- | ------------- | ----- |
| 1         | 23  | Pierre Vaultier | França        | Q     |
| 2         | 10  | Luca Matteotti  | Itália        | Q     |
| 3         | 26  | Tony Ramoin     | França        | Q     |
| 4         | 42  | Folger Forsen   | Suécia        |       |
| 5         | 7   | Kevin Hill      | Canadá        |       |
| 6         | 39  | Rok Rogelj      | Eslovênia     |       |

| Colocação | Bib | Nome             | Nacionalidade  | Notas |
| --------- | --- | ---------------- | -------------- | ----- |
| 1         | 2   | Markus Schairer  | Áustria        | Q     |
| 2         | 15  | Omar Visintin    | Itália         | Q     |
| 3         | 34  | Emil Novak       | Chéquia        | Q     |
| 4         | 31  | Michael Hämmerle | Áustria        |       |
| 5         | 18  | Jonathan Cheever | Estados Unidos |       |
| 6         | 47  | Marvin James     | Suíça          |       |

### Quartas de final
| Colocação | Bib | Nome            | Nacionalidade | Notas |
| --------- | --- | --------------- | ------------- | ----- |
| 1         | 1   | Alex Pullin     | Austrália     | Q     |
| 2         | 8   | Stian Sivertzen | Noruega       | Q     |
| 3         | 17  | Andrey Boldykov | Rússia        | Q     |
| 4         | 16  | Lucas Eguibar   | Espanha       |       |
| 5         | 9   | Nikolay Olyunin | Rússia        |       |
| 6         | 24  | Jake Holden     | Canadá        | DSQ   |

| Colocação | Bib | Nome                 | Nacionalidade  | Notas |
| --------- | --- | -------------------- | -------------- | ----- |
| 1         | 4   | Christopher Robanske | Canadá         | Q     |
| 2         | 5   | Nick Baumgartner     | Estados Unidos | Q     |
| 3         | 20  | Jarryd Hughes        | Austrália      | Q     |
| 4         | 29  | Mateusz Ligocki      | Polónia        |       |
| 5         | 12  | Emanuel Perathoner   | França         |       |
| 6         | 28  | Cleve Johnson        | Países Baixos  |       |

| Colocação | Bib | Nome                | Nacionalidade  | Notas |
| --------- | --- | ------------------- | -------------- | ----- |
| 1         | 19  | Alessandro Hämmerle | Áustria        | Q     |
| 2         | 6   | Robert Fagan        | Canadá         | Q     |
| 3         | 11  | Anton Lindfors      | Finlândia      | Q     |
| 4         | 22  | Tommaso Leoni       | Itália         |       |
| 5         | 30  | Hagen Kearney       | Estados Unidos |       |
| 6         | 3   | Lluis Marin Tarroch | Andorra        |       |

| Colocação | Bib | Nome            | Nacionalidade | Notas |
| --------- | --- | --------------- | ------------- | ----- |
| 1         | 2   | Markus Schairer | Áustria       | Q     |
| 2         | 23  | Pierre Vaultier | França        | Q     |
| 3         | 26  | Tony Ramoin     | França        | Q     |
| 4         | 34  | Emil Novak      | Chéquia       |       |
| 5         | 10  | Luca Matteotti  | Itália        |       |
| 6         | 15  | Omar Visintin   | Itália        | DSQ   |

### Semifinal
| Colocação | Bib | Nome                 | Nacionalidade  | Notas |
| --------- | --- | -------------------- | -------------- | ----- |
| 1         | 1   | Alex Pullin          | Austrália      | Q     |
| 2         | 8   | Stian Sivertzen      | Noruega        | Q     |
| 3         | 17  | Andrey Boldykov      | Rússia         | Q     |
| 4         | 20  | Jarryd Hughes        | Austrália      |       |
| 5         | 4   | Christopher Robanske | Canadá         |       |
| 6         | 5   | Nick Baumgartner     | Estados Unidos |       |

| Colocação | Bib | Nome                | Nacionalidade | Notas |
| --------- | --- | ------------------- | ------------- | ----- |
| 1         | 2   | Markus Schairer     | Áustria       | Q     |
| 2         | 23  | Pierre Vaultier     | França        | Q     |
| 3         | 19  | Alessandro Hämmerle | Áustria       | Q     |
| 4         | 26  | Tony Ramoin         | França        |       |
| 5         | 11  | Anton Lindfors      | Finlândia     |       |
| 6         | 6   | Robert Fagan        | Canadá        |       |

### Final

#### Pequena Final
| Colocação | Bib | Nome                 | Nacionalidade  | Notas |
| --------- | --- | -------------------- | -------------- | ----- |
| 7         | 5   | Nick Baumgartner     | Estados Unidos |       |
| 8         | 6   | Robert Fagan         | Canadá         |       |
| 9         | 26  | Tony Ramoin          | França         |       |
| 10        | 11  | Anton Lindfors       | Finlândia      |       |
| 11        | 20  | Jarryd Hughes        | Austrália      |       |
| 12        | 4   | Christopher Robanske | Canadá         |       |

#### Grande Final
| Colocação         | Bib | Nome                | Nacionalidade | Notas |
| ----------------- | --- | ------------------- | ------------- | ----- |
| Medalha de ouro   | 1   | Alex Pullin         | Austrália     |       |
| Medalha de prata  | 2   | Markus Schairer     | Áustria       |       |
| Medalha de bronze | 8   | Stian Sivertzen     | Noruega       |       |
| 4                 | 23  | Pierre Vaultier     | França        |       |
| 5                 | 17  | Andrey Boldykov     | Rússia        |       |
| 6                 | 19  | Alessandro Hämmerle | Áustria       |       |

Legenda
| Recorde mundial       | Recorde mundial (World record)               |                       | Recorde africano                      | Recorde africano (African) |                                           | Q | Classificado por posição (Qualified) |
| Recorde do campeonato | Recorde do campeonato (Championship record)  | Recorde da América    | Recorde da América (Americas)         | q                          | Classificado por melhor tempo (Qualified) |   |                                      |
| Melhor marca do ano   | Melhor marca do ano (World leading)          | Recorde asiático      | Recorde asiático (Asian)              | DNS                        | Não largou (Did not start)                |   |                                      |
| Recorde nacional      | Recorde nacional (National record)           | Recorde europeu       | Recorde europeu (European)            | DNF                        | Não terminou (Did not finish)             |   |                                      |
| Recorde pessoal       | Recorde pessoal do atleta (Personal best)    | Recorde da Oceania    | Recorde da Oceania (Oceania)          | DSQ / DQ                   | Desclassificado (Disqualified)            |   |                                      |
| Recorde da temporada  | Recorde da temporada do atleta (Season best) | Recorde sul-americano | Recorde sul-americano (South America) | NM                         | Sem marca (No mark)                       |   |                                      |